# 高锐 (1950年)
高锐（1950年5月—），生于吉林长春，籍贯黑龙江双城。地球物理学家，从事地球物理与深部构造研究。

## 生平
1977年毕业于长春地质学院地球物理勘探系，1981年又取得该校硕士学位。担任中国地质科学院地质研究所研究员、岩石圈研究中心主任。2015年当选中国科学院院士。